# بايرون كيلبورن
يعد بايرون كيلبورن (8 سبتمبر 1801 – 16 ديسمبر 1870) الذي كان مساحًا أمريكيًا ، ومديرًا تنفيذيًا للسكك الحديدية، وسياسيًا، وكان شخصية مهمة في تأسيس ميلووكي ، ويسكونسن .  عمدة ميلووكي الثالث والثامن .

## سيرة شخصية
ولد كيلبورن في جرانبي ، كونيتيكت . في عام 1803، ثم انتقل مع عائلته إلى ورثينجتون، أوهايو ، التي ساعد والده في تأسيسها في ذلك العام. كان والد كيلبورن جيمس كيلبورن ، عقيدًا أثناء حرب 1812 وممثلًا للولايات المتحدة من ولاية أوهايو من عام 1813 إلى عام 1817 
وعمل بايرون كيلبورن في ولاية أوهايو الامريكية كمساح ومهندس دولة. زار ويسكونسن لأول مرة في عام 1834، وهبط في جرين باي ، وعمل كمساح حكومي في المنطقة. واعتبر لاحقًا المنطقة القريبة من نهر ميلووكي موقعًا واعدًا للتجارة، وقام بشراء أرض هناك. في عام 1837 أسس كيلبورن مدينة كيلبورنتاون ( ويستاون الحالية)، والتي تنافست مع مدينة جونوتاون التابعة لسولومون جونو ( إيست تاون الحالية) ومدينة ووكر بوينت التابعة لجورج ووكر . وكان شخصية رئيسية في حرب جسر ميلووكي في عام 1845. وفي عام 1846، اجتمع الثلاثة وشكلوا مدينة ميلووكي بولاية ويسكونسن . خدم في مجلس النواب الإقليمي بولاية ويسكونسن في عام 1845 وكان عضوًا في المؤتمر الدستوري الثاني لولاية ويسكونسن لعام 1847. شغل كيلبورن أيضًا منصب عضو مجلس محلي لميلووكي وتم انتخابه لفترتين غير متتاليتين كرئيس للبلدية في عامي 1848 و1854  كان كيلبورن أيضًا مرشحًا لعضوية مجلس الشيوخ الأمريكي عام 1849، لكنه هُزم على يد شاغل الوظيفة إسحاق بي ووكر .  
أثناء عمله كمفوض للطرق السريعة في الهيئة التشريعية الإقليمية لولاية ويسكونسن، أسس بايرون كيلبورن مدينة ويست بيند في عام 1845. في عام 1857، قام بتأسيس مدينة كيلبورن، التي تعرف الآن باسم مدينة ويسكونسن ديلز، والتي أصبحت وجهة سياحية مشهورة بمناظرها الطبيعية الخلابة ومعالمها السياحية المتنوعة.
انخرط كيلبورن في صناعة السكك الحديدية، حيث شغل منصب رئيس شركة ميلووكي وميسيسيبي للسكك الحديدية لمدة ثلاث سنوات تقريبًا من عام 1849 حتى عام 1852. تم فصله من قبل مجلس إدارة السكك الحديدية بعد مزاعم بسوء الإدارة والاحتيال. ثم بدأ خط سكة حديد جديدًا من ميلووكي إلى لاكروس كمنافس لخط السكة الحديد السابق الخاص به. تم استئجار خط سكة حديد لاكروس وميلووكي في عام 1852 وأصبح خط السكة الحديد الثاني الذي يربط ميلووكي بنهر المسيسيبي.  دمرت مهنة كيلبورن العامة بعد فضيحة زعمت استخدام حوالي 900 ألف دولار ( NaN دولارًا) اليوم) في سندات السكك الحديدية لرشوة العشرات من مسؤولي الولاية بما في ذلك الحاكم كولز باشفورد ، للحصول على منح الأراضي اللازمة للسكك الحديدية.  فشلت شركة La Crosse &amp; Milwaukee للسكك الحديدية في أعقاب الفضيحة والتحقيقات اللاحقة. 

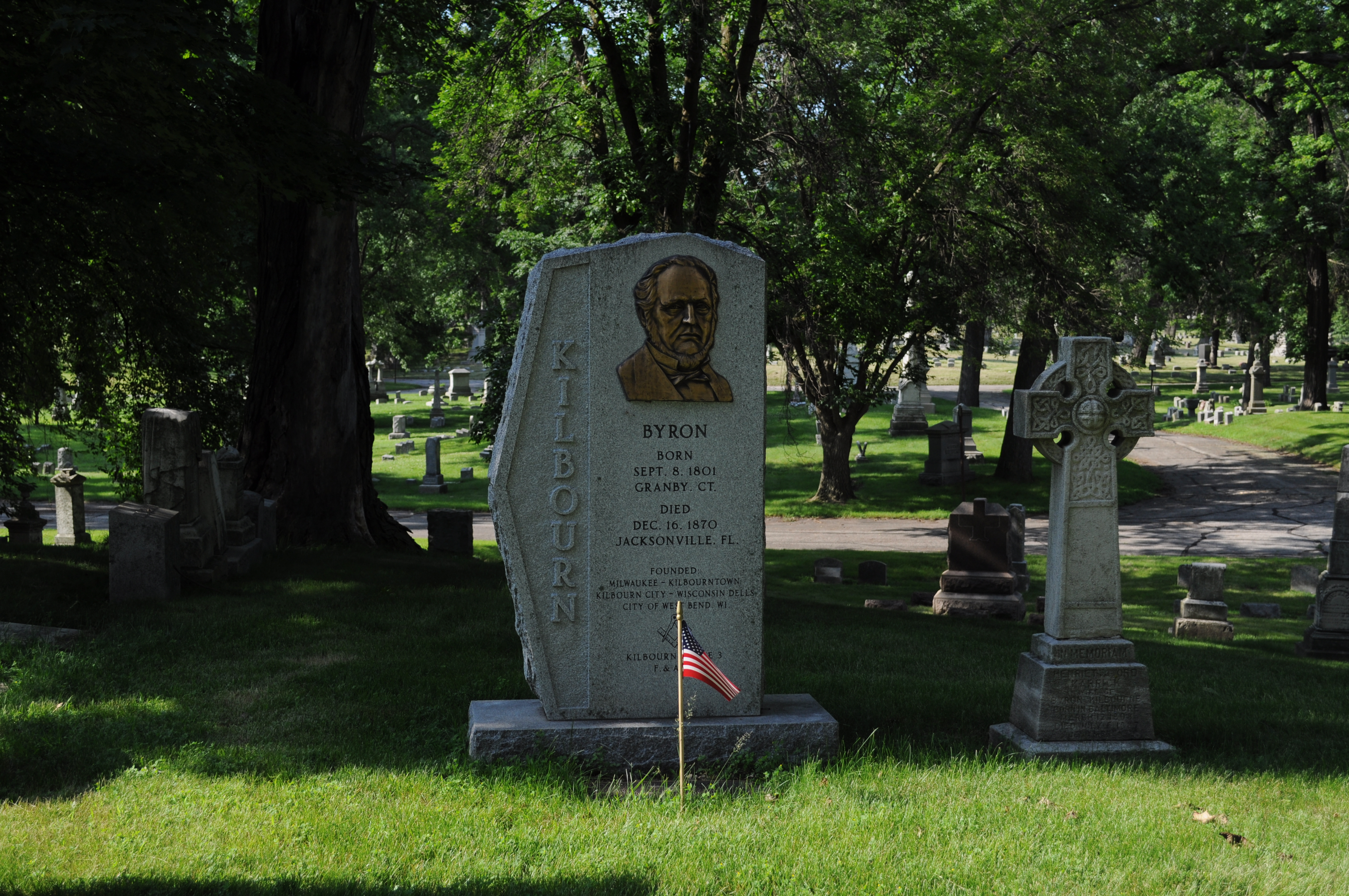
نصب تذكاري في مقبرة فوريست هوم ، ميلووكي.

في عام 1868، بعد عقد من فضائح السكك الحديدية، انتقل كيلبورن إلى جاكسونفيل، فلوريدا، لتخفيف أعراض التهاب المفاصل. توفي هناك في 16 ديسمبر 1870 عن عمر يناهز 69 عامًا ودُفن في جاكسونفيل. تم إنشاء شركة Milwaukee، Inc. التاريخية لإعادة دفنه في ميلووكي، لأنه كان واحدًا من بين مؤسسي ميلووكي الثلاثة الذين لم يتم دفنهم هناك. في أواخر عام 1998، أُعيدت رفات كيلبورن إلى ميلووكي وتم دفنها في مقبر
1. 1 2 3 4  "Kilbourn, Byron (1801-1870)". Wisconsin Historical Society. 3 أغسطس 2012. مؤرشف من الأصل في 2023-12-03. اطلع عليه بتاريخ 2021-09-01.
2. ↑  Wilson، James Grant؛ Fiske، John (1887). "James Kilbourne". Appleton's cyclopædia of American biography. ج. 3. ص. 534. Bibcode:1887acab.book.....W.
3. ↑  Tuttle، Charles Richard (1875). An Illustrated History of the State of Wisconsin. Northern Micrographics. ص. 261. مؤرشف من الأصل في 2024-06-14.
4. ↑  Curti، Merle Eugene (1950). "Isaac P. Walker: reformer in mid-century politics". Wisconsin Magazine of History. ج. 34 ع. 1: 5. مؤرشف من الأصل في 2020-06-16.
5. ↑  Wisconsin Legislature of 1856 (1858). Report of the joint select committee: appointed to investigate into alleged frauds and corruption in the disposition of the land grant by the Legislature of 1856 (Report). Clakins & Webb and Atwood & Rublee. مؤرشف من الأصل في 2024-06-14.{{استشهاد بتقرير}}:  صيانة الاستشهاد: أسماء عددية: قائمة المؤلفين (link)

## فهرس
- "رائد آخر ذهب". ميلووكي سنتينل. 19 ديسمبر 1870.

## روابط خارجية
- كيلبورن، بايرون (1801-1870) في جمعية ويسكونسن التاريخية

| المناصب السياسية      | المناصب السياسية                                      | المناصب السياسية     |
| --------------------- | ----------------------------------------------------- | -------------------- |
| سبقه Horatio N. Wells | Mayor of Milwaukee, Wisconsin April 1848 – April 1849 | تبعه Don A. J. Upham |
| سبقه George H. Walker | Mayor of Milwaukee, Wisconsin April 1854 – April 1855 | تبعه جيمس بي. كروس   |

قالب:Mayors of the City of Milwaukee